# Antoni Escarré Esteve
Antoni Escarré Esteve   (Alacant, 22 d'octubre de 1941 - Alacant, 5 de març de 2022) va ser un biòleg i polític valencià.

## Biografia
Escarré Esteve fou professor universitari en diverses etapes. Després de llicenciar-se en biologia a la Universitat de Barcelona, va obtenir una beca per a estudiar la vegetació de la Guinea Equatorial. Després fou professor de botànica i ecologia en la Universitat de Navarra, de Biologia al Centre d'Estudis Universitaris d'Alacant el 1976. També ha estat professor a la Universitat de Barcelona en 1986 i, altra vegada a Alacant, de Bioestadística. Aconseguida la càtedra d'Ecologia, fou vicerector d'Investigació a la Universitat d'Alacant, estant rector Ramón Martín Mateo, el 1986.
L'any 1981 s'afilià al PSOE. Fou diputat a les Corts Valencianes poc més de la meitat de la III Legislatura, ja que renuncià a l'acta de diputat el 1994 per tornar a la docència.
El juny de 1988 fou nomenat Director General d'ensenyaments universitaris i investigació de la Generalitat Valenciana. Fou Conseller de Cultura, Educació i Ciència de la Generalitat Valenciana entre el setembre de 1989 i el juliol de 1991; i Conseller de Medi Ambient entre els mesos de juliol de 1991 i 1993. Sempre integrat als governs del socialista Joan Lerma.
Com a científic va participar activament als inicis de l'ecologia ibèrica, amb estudis del cicle biogeoquímics de conques. A més va coordinar un doctorat a Cuba sobre Desarrollo sostenible de bosques tropicales, manejos forestal y turístico, doctorat conjunt entre la Universitat d’Alacant i la Universidad de Pinar del Río (Cuba). Arran del doctorat han eixit un centenar de tesis a Cuba, cosa que comportà que Antoni Escarré sigui molt estimat pels naturalistes en aquell país.